# Cardano (criptomoeda)

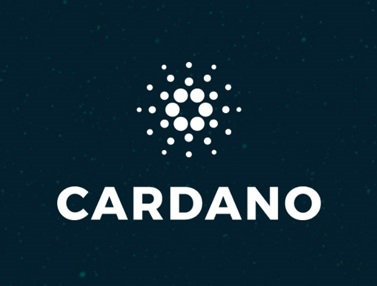
Logo Cardano

Cardano é uma plataforma de computação distribuída que executa o blockchain para a criptomoeda ADA.
Cardano foi criada pela empresa de desenvolvimento de blockchain Input Output Hong Kong (IOHK) e liderado pelo CEO Charles Hoskinson,[carece de fontes?] ex-co-fundador da BitShares, Ethereum e Ethereum Classic. Hoskinson abandonou Ethereum depois de disputa com um de seus co-fundadores Vitalik Buterin; Hoskinson queria fazer participar o capital de risco e criar a organização comercial, mas Buterin queria que esta funcionasse como uma organização não comercial. Depois de saída ele tornou-se o co-fundador de IOHK que é a empresa de desenvolvimento de blockchain cuja atividade principal é o desenvolvimento de Cardano ao par com Cardano Foundation e Emurgo. O projeto tem como objetivo executar contratos inteligentes, aplicativos descentralizados, cadeias laterais, computação multipartidária, e metadados.
A plataforma começou a ser desenvolvida em 2015 e foi lançada em 2017. A criptomoeda interna Cardano estreou em 2017 com uma capitalização de mercado de US $600 milhões, em abril de 2021, a capitalização da criptomoeda somou US$ 39,8 bilhões. Cardano é uma das dez maiores criptomoedas por capitalização no mundo. A criptomoeda Cardano é chamada de ADA em homenagem a Ada Lovelace, a plataforma foi nomeada em homenagem a Gerolamo Cardano.
Daedalus e Yoroi atualmente são as únicas carteiras de criptomoeda (software) oficialmente suportadas para ADA e permitem transferências para outros endereços de carteira.
Yoroi é uma carteira leve para Cardano. É simples, rápido e seguro, possui aplicativo para smartphones Android e IOS e extensão para navegadores. Yoroi é um produto Emurgo, desenvolvido pela IOHK. E segue as melhores práticas para software na indústria, incluindo uma auditoria de segurança abrangente.
Daedalus é uma carteira full node para computadores. Isso significa que ao contrário das carteiras leves, a Daedalus baixa uma cópia completa do blockchain Cardano e valida independentemente todas as transações em seu histórico.

## Plataforma
As moedas são extraídas e as decisões são tomadas através de um algoritmo de prova de participação chamado Ouroboros, em vez de um sistema de prova de trabalho. O consenso é gerado pelo voto do titular da moeda. Nesse protocolo, os líderes de slots geram novos blocos no blockchain e verificam as transações. Qualquer pessoa segurando uma moeda ADA pode se tornar um líder de slot. Este mecanismo de staking torna desnecessário a força bruta do código hash. Assim, economiza uma parte significativa da energia exigida pelos sistemas baseados em prova de trabalho e permite uma criação de blockchain eficiente em termos de recursos e econômica.

### Camadas
O moeda Ada opera em seu próprio blockchain chamado o Camada de estabelecimento de Cardano (CSL). O CSL é uma camada de contabilidade e suporta transações contábeis. Uma segunda camada chamada CCA (Cardano Computation Layer - Camada de Computação Cardano) suportará contratos inteligentes e aplicativos descentralizados. Esta arquitetura multicamada permite atualizações mais fáceis através de forks suaves, mais do que o Ethereum. Em Ethereum estas duas camadas estão interligadas. Cadeias laterais são usadas para conectar transações entre o CSL e o CCL.

## Desenvolvimento
Cardano foi lançado em 29 de setembro de 2017 na fase de bootstrap 'Byron' com o lançamento oficial no Japão.
Cardano desenvolve sua moeda em torno de uma arquitetura inter-redes recursivas (RINA).  Cardano usa Haskell, uma linguagem de programação com alto grau de tolerância a falhas.